# Pristimantis adnus
Pristimantis adnus là một loài động vật lưỡng cư trong họ Strabomantidae, thuộc bộ Anura. Loài này được Crawford, Ryan, & Jaramillo mô tả khoa học đầu tiên năm 2010.